# Astragalus allectus
Astragalus allectus är en ärtväxtart som beskrevs av Maassoumi. Astragalus allectus ingår i släktet vedlar, och familjen ärtväxter. Inga underarter finns listade i Catalogue of Life.